# Craugastor pozo
Craugastor pozo är en groddjursart som först beskrevs av Johnson och Savage 1995.  Craugastor pozo ingår i släktet Craugastor och familjen Craugastoridae. Inga underarter finns listade i Catalogue of Life.
Denna groda förekommer endemisk i en liten bergsregion i delstaten Chiapas i södra Mexiko. Arten lever i områden som ligger 760 och 1100 meter över havet. Individerna vistas i fuktiga skogar. De gömmer sig i lövskiktet eller i små kalkstensgrottor. Grodynglens metamorfos sker inuti ägget.
Beståndet hotas främst av skogens omvandling till jordbruksmark, betesmarker och samhällen. Det kända utbredningsområdet är endast 66 km² stort. IUCN kategoriserar arten globalt som akut hotad.